# Mitologia chińska
Mitologia chińska – mitologia cywilizacji Chin. Wydarzenia wielu legend chińskiej mitologii rozgrywają się za czasów Sanhuangwudi.

## Ważniejsze bóstwa

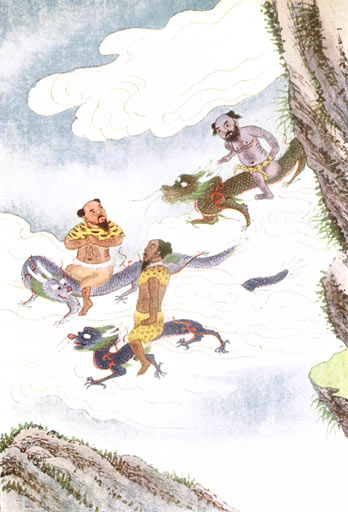
Bogowie-smoki, z Mity i Legendy Chin, 1922, E.T.C. Werner

- Troje Czystych (三清) – najwyżsi bogowie taoizmu. 
  - Yuanshi Tianzun (元始天尊)
  - Lingbao Tianzun (靈寶天尊)
  - Daode Tianzun (道德天尊)
- Ośmiu Nieśmiertelnych (八仙)  
  - He Xiangu (何仙姑)
  - Cao Guojiu (曹國舅)
  - Li Tieguai (李鐵拐)
  - Lan Caihe (藍采和)
  - Lü Dongbin (呂洞賓)
  - Han Xiangzi (韓湘子)
  - Zhang Guolao (張果老)
  - Zhongli Quan (鐘離權)
- Czworo Niebiańskich Królów (四大天王) 
  - Duo Wen Tianwang (多聞天王, sanskr. Vaiśravaṇa)
  - Zeng Zhang Tianwang (增長天王, sanskr. Virūḍhaka)
  - Chi Guo Tianwang (持國天王, sanskr. Dhṛtarāṣṭra)
  - Guang Mu Tianwang (廣目天王, sanskr. Virūpākṣa)

- A Xiang (阿香 Ā Xiāng) – woźnica rydwanu boga piorunów.
- Bei Di (北帝)
- Bi Fang (必方 Bì Fāng) – mityczny bóg ognia (zapisywany również jako 畢方).
- Budai (布袋) – Śmiejący się Budda; popularny buddyjski byt; bóg szczęścia i dobrobytu.
- Caishen (財神) – bóg fortuny i szczęścia; przemieszcza się na tygrysie; deifikowany minister na dworze królewskim dynastii Shang, Bi Gan (比干).
- Chang’e (嫦娥) – żona Houyi; bogini księżyca.
- Cangjie (倉頡) – stworzył pismo chińskie
- Che Gong (車公)
- Cheng Huang (城隍)
- Chi You (蚩尤) – bóg wojny, który walczył z Huang Di. Wynalazca metalowej broni.
- Dizang Wang (地藏王) – wybawca zmarłych.
- Erlang Shen (二郎神)
- Fei Lian (飛廉) lub Feng Bo (蜚廉) – bóg wiatru; wróg Shen Yi.
- Fuxing (福星) – bóg powodzenia.
- Fuxi (伏羲) – jest bratem i mężem Nüwy.
- Gonggong (共工) – zły demon wody, który zniszczył górę Buzhou.
- Guanyin (觀音) – bogini współczucia i litości.
- Guan Gong (關公) – bóg braterstwa.
- Hai Re (海若 Hǎi Rè) – bóg morza.
- Hong Sheng (洪聖)
- Houyi (后羿) – uratował Chiny; wspaniały łucznik – zestrzelił dziewięć z dziesięciu słońc ziemi.
- Huang Di (黃帝) – inaczej Żółty Cesarz, ojciec wszystkich Chińczyków Han.
- Jingzha
- Kua Fu (夸父) – Kua Fu goni słońce. (夸父追日)
- Kuixing (魁星)
- Leigong (雷公 Léigōng) – bóg piorunów.
- Long Mu (龍母)
- Luxing (祿星) – bóg troszczący się m.in. o karierę.
- Mazu (媽祖) – bogini nieba i morza; zwana również Cesarzową Niebios (天后 Tiānhòu).
- Meng Po (孟婆)
- Menshen (門神) – bogowie u wrót, chroniący przed złem i nieszczęściami.
- Muzha (木吒)
- Nefrytowy Cesarz (玉皇 Yùhuáng) – bóg bogów.
- Nezha (哪吒)
- Nüba (女魃) – starożytna bogini suszy.
- Nüwa (女媧) – Nüwa łata rozdzielone niebo za pomocą kamieni o siedmiu różnych kolorach. Łata staje się tęczą. Mówi się, że odtworzyła ona również ludzkość. Powstało o niej wiele chińskich kreskówek.
- Pangu (盤古) – Pangu rozdzielił ziemię od nieba – opowieść o stworzeniu ziemi w chińskiej mitologii.
- Sanpo (三婆) – starsza siostra Mazu.
- Shangdi (上帝)
- Shennong (神農) – zapoczątkował rolnictwo.
- Shouxing (壽星) – bóg długowieczności.
- Sun Wukong (孙悟空) – Król Małp z opowieści Wędrówka na Zachód.
- Tan Gong (譚公) – bóg morza.
- Tudigong (土地公) – bóg ziemi.
- Wenchang (文昌) – bóg literatury i piśmiennictwa.
- Wen Wu (文武 Wén Wǔ) – dwóch sędziów świata podziemnego - Wen Panguan (文判官) oraz Wu Panguan (武判官).
- Xiwangmu (西王母) –  Królowa Matka Zachodu.
- Yan Di (炎帝)
- Yan Luo Wang (閻羅王 Yánluó Wáng) – władca piekieł (skrócona wersja 閻魔羅社, sanskr. Yamarāja); w piekle prowadził kartotekę każdej duszy.
- Yu (禹) – Wielki Yu, legendarny założyciel dynastii Xia, zapanował nad powodziami regulując koryta rzek.
- Zao Jun (灶君) – popularny bóg kuchni, strzegł ogniska domowego.
- Zhinü (织女) – niebiańska tkaczka, żona Niulanga (牛郎 Niúláng, dosł. wypasacz bydła).
- Zhong Kui (鍾馗 Zhōng Kuí) – mityczna postać, która rzekomo opanowała demony.
- Zhu Rong (祝融) – bóg ognia, pokonał Gong Gong.
- Pengzu - długowieczny heros kulturowy

## Mityczne stwory

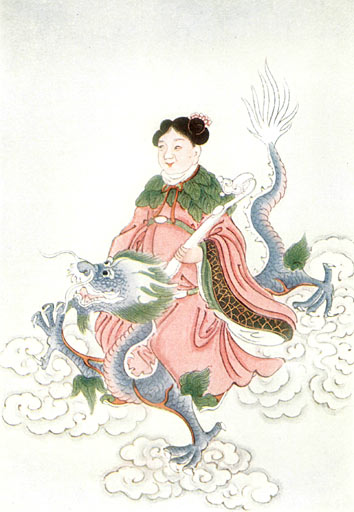
Duch studni, z Mity i legendy Chin, 1922, E.T.C. Werner

- Ba She (巴蛇 Ba Shé) – wąż, który pożerał słonie.
- Lew chiński – symbol dostojeństwa i potęgi, ochraniał przed złymi mocami i duchami.
- Ptaki:
  - Chun
  - Fenghuang (鳳凰) – chiński feniks
  - Ji Guang (吉光 Jí Guāng)
  - Jao
  - Jingwei (精衛) – mityczny ptak, który próbuje wypełnić oceany patykami.
  - Shang Yang (商羊)
  - Dziewięciogłowy Ptak (九頭鳥)
  - Su Shuang (鷫鵊 Sù Shuǎng) – mityczny ptak, czasem przedstawiany jako ptak wodny, na przykład żuraw.
  - Peng (鵬) – mityczny ptak olbrzymich rozmiarów o niesamowitej sile latania; znany także, jako chiński rok.
  - Qing Niao (青鳥 Qīng Niǎo) – mityczny ptak, posłannik Xiwangmu.
  - Zhu (鴸) – zły omen.
  - Zhuniao (朱鳥)
- Chińskie Smoki
  - Yinglong (應龍) – potężny sługa Huang Di.
  - Smoczy Król (龍王)
  - Shenlong (神龍) – smok deszczu.
  - Dilong (地龍) – smok ziemi.
  - Tianlong (天龍) – smok nieba.
  - Jiaolong (蛟龍) – kolejny smok bez rogu; żyje w bagnach, najniższy smok.
- Qilin (麒麟) – iluzoryczne zwierzę o wielu wcieleniach.
- Kui (夔 Kuí) – mityczny jednonogi potwór.
- Kun (鯤 Kūn) – mityczna olbrzymia ryba.
- Skaczące zwłoki (僵尸) – ich dotknięcie natychmiast zabija; powstają, gdy dusza nie opuści zmarłego ciała.
- Yaoguai (妖怪) – demony.
- Huli jing (狐狸精) – duch-lis.
- Nian (年獸 Nián shòu)
- Głowa Wołu i Twarz Konia (牛頭馬面) – dwaj strażnicy piekieł (podziemi).
- Pixiu (貔貅)
- Rui Shi (瑞獅)
- Taotie (饕餮 Tāotiè) – mityczne stworzenie podobne do gargulca, którego wizerunki często znajdowano na naczyniach z brązu.
- Xiezhi (獬豸) – mityczny jednorożec posiadający dar odróżniania prawdy od kłamstwa.

## Mityczne miejsca
- Xuanpu (玄圃 Xuánpǔ) – mityczna kraina czarów na Górze Kunlun (崑崙).
- Yaochi (瑤池 Yáochí) – mieszkanie nieśmiertelnych, mieszka tam Xiwangmu.
- Fusang (扶桑 Fúsāng) – mityczna wyspa, często interpretowana jako Japonia.
- Queqiao (鵲橋 Quèqiáo) – pomost stworzony przez ptaki, poprzez Drogę Mleczną.
- Penglai (蓬萊 Pénglái) – raj, legendarna wyspa cudów na Morzu Wschodniochińskim.
- Longmen (龍門 Lóngmén) – brama smoków, która zamienia karpie w smoki.
- Fengdu – piekło.

## Pisemne źródła mitologii chińskiej
- Księga Gór i Mórz, zbiór przekazów dotyczących rzeczywistych i mitycznych miejsc, zawiera najstarszą warstwę chińskich legend. Powstała około II w. p.n.e.
- Zhiguai, gatunek literacki, który zajmuje się ezoterycznymi wydarzeniami i historiami.
- Wędrówka na Zachód Wu Cheng’ena, o demonach i wrogich zwierzętach.
- Dziwne opowieści zebrane w studiu Liaozhai Pu Songlinga, z wieloma historiami o duchach lisów.
- Stworzenie Bogów lub Fengshen Yanyi (封神演義)
- Hei’an Zhuan lub Epika Ciemności: jedyny zbiór legend w epice.
- Kroniki i księgi klasyczne, jak na przykład Shiji, Lüshi Chunqiu, Liji, Shangshu
- Wiersze, jak na przykład Lisao Qu Yuana.